# 남양평 나들목
남양평 나들목(S.Yangpyeong IC)은 경기도 양평군 강상면 병산리와 송학리에 걸쳐 설치된 중부내륙고속도로의 29-1번 나들목이다. 하이패스 전용 나들목이기 때문에 남양평 하이패스 나들목이라고도 불리며, 국도 제6호선의 극심한 주말 차량 정체를 해소하기 위해 2015년 10월 2일에 양평남한강휴게소와 함께 착공되어 2016년 12월 21일에 개통되었다. 나들목 진출 시 양근대교길과 직결 및 강남로와 접속하고, 강상면, 강하면, 양평읍내로 진출할 수 있다. 계획 당시에는 양평남한강휴게소의 가칭이 양평휴게소였기 때문에 양평 하이패스 나들목이라는 가칭으로 불렸고, 건설 당시에는 나들목 소재지인 강상면의 명칭을 따서 강상 나들목이라는 가칭으로 불렸다.
나들목 구조상 창원방향 진출입로와 양평방향 진입로가 양평남한강휴게소와 연결되어 있으며, 창원방향 진출입 시 창원방향 진출입로에 설치된 로터리를 통해 양평남한강휴게소로 바로 진입하거나 다시 회차할 수 있다.

## 연혁
- 2015년 8월 25일 : 2016년까지 양평 하이패스 나들목 신설을 위해 경기도 양평군 강상면 송학리 ~ 병산리 1.1km 구간 도로구역 결정[4]
- 2015년 10월 2일 : 양평남한강휴게소와 함께 나들목 착공
- 2016년 2월 22일 : 2016년까지 강상 하이패스 나들목 도로 폭원 조절을 위해 경기도 양평군 강상면 송학리 ~ 병산리 1.1km 구간 도로구역 변경[5]
- 2016년 12월 21일 : 내서 기점 296.7km 위치에 남양평 나들목으로 하이패스 나들목 개통[6]

## 구조물 정보
- 위치: 경기도 양평군 강상면 병산리, 송학리
- 영업소: 경기도 양평군 강상면 지례1길 43-46

## 접속하는 도로
- 국가지원지방도 제88호선 (강남로)
- 양근대교길

## 교통량 정보
| 요금소          | 통행량 (대/일) | 통행량 (대/일) | 통행량 (대/일) | 통행량 (대/일) | 각주  |
| 요금소          | 2016년         | 2017년         | 2018년         | 2019년         | 각주  |
| --------------- | -------------- | -------------- | -------------- | -------------- | ----- |
| 남양평 (폐쇄식) | 535            | 947            | 1,462          | 1,677          | [ 7 ] |